# Mitsubishi A6M Zero

Tekening Mitsubishi Zero

De Mitsubishi A6M Zero (Japans: 零式艦上戦闘機, rei-shiki-kanjō-sentōki?), geallieerde codenaam Zeke, was een jachtvliegtuig van de Japanse Keizerlijke Marine tijdens de Tweede Wereldoorlog. De Zero's, gestationeerd op Japanse vliegdekschepen en op het land, waren geduchte tegenstanders voor de Amerikaanse piloten, geallieerde schepen en landdoelen in de Stille Oceaan.

## Ontwerp
Tegen het einde van het jaar 1937 ging de Japanse Keizerlijke Marine (IJN) op zoek naar een nieuw vliegtuig, Op 5 oktober 1937 maakte de IJN de wensen bekend waaraan het toestel zou moeten voldoen. Nakajima en Mitsubishi Heavy Industries namen de uitdaging aan en begonnen met voorlopig ontwerpwerk, ter voorbereiding van het definitieve programma van eisen van de marine.
De marine wilde een toestel dat 270 knopen (circa 310 mph of 500 km/h) op 4000 meter hoogte kon vliegen en naar 3000 meter hoogte kon klimmen in 9,5 minuten. Met additionele brandstoftanks moest het toestel op normaal vermogen twee uur kunnen vliegen en zelfs zes tot acht uur op een zuinige kruissnelheid. De bewapening zou bestaan uit twee 20mm kanonnen en twee 7,7mm machinegeweren en verder een bommenlast van twee 60 kg bommen kunnen meenemen. Een complete radioset was een vereiste inclusief een radiorichtingzoeker voor langeafstandsnavigatie. Het toestel moest minstens net zo wendbaar zijn als de Mitsubishi A5M, terwijl de spanwijdte onder de 12 meter moest blijven om gebruik op vliegdekschepen mogelijk te maken.
Nakajima achtte de nieuwe eisen onhaalbaar en trok zich in januari 1938 terug uit. Jiro Horikoshi, de hoofdontwerper van Mitsubishi, zag wel mogelijkheden mits het vliegtuig zo licht mogelijk werd gemaakt. Hij maakte gebruik van duraluminium, een nieuw en uiterst geheime aluminiumlegering, dat lichter maar sterker was dan aluminium. Er kwam geen bepantsering voor de piloot, de motor of andere kritieke punten van het vliegtuig. Verder werden geen zelfsluitende brandstoftanks gebruikt. Dit maakte de Zero lichter, wendbaarder en de eenmotorige jager kon bijzonder grote afstanden afleggen. De focus op het lage gewicht maakte het toestel ook kwetsbaar voor vijandelijk vuur. Het was een eendekker en met zijn lage vleugels, intrekbaar landingsgestel en gesloten cockpit, was het bij de introductie een van de modernste vliegtuigen voor vliegdekschepen.

## Zero's tactische voor- en nadelen
De Mitsubishi A6M Zero kwam voor de geallieerden als een volkomen verrassing. Terwijl zij overtuigd waren dat Japanse vliegtuigen slechts minderwaardige imitaties van hun westerse tegenhangers waren, werden ze eensklaps geconfronteerd met een superieur jachtvliegtuig, dat hen op bijna alle vlakken overtrof. De Japanners vonden namelijk twee vliegeigenschappen van zeer groot belang: snelheid en wendbaarheid. Pas daarna keek men naar vuurkracht en bepantsering. Tijdens confrontaties met zijn Amerikaanse tegenhangers bleek de Zero daarom snel, uiterst wendbaar met een groot klimvermogen en bovendien beschikkend over een grote actieradius en een zware bewapening (machinegeweren én boordkanonnen, daarnaast tot 200 kg aan bommen). In het begin van de strijd in de Stille Oceaan en in Zuidwest-Azië beheerste de Zero het luchtruim.
In de aanloop tot de slag bij Midway slaagden de Amerikanen er in een neergeschoten Zero voor de neus van een Japanse duikboot te bergen. Een technische analyse bracht zijn zwakke punten aan het licht en geallieerde piloten leerden al spoedig om die uit te buiten. Die twee gebreken waren: onvoldoende bepantsering om de piloot en de brandstof te beschermen en een tamelijk lichte constructie, wat betekende dat de Zero weinig gevechtsschade kon doorstaan en snel in brand vloog.
Tijdens luchtgevechten moesten de Grumman F4F Wildcats zorgen geen Zero achter zich te krijgen. De Grumman Wildcats waren minder wendbaar, maar de piloot was beter beschermd tegen kogels. Menige Wildcat kon gehavend en doorzeefd landen, omdat ze een sterkere constructie dan de Zero's hadden.

## Acties tijdens de Tweede Wereldoorlog
Met hun 130 kg-bommen konden deze Zero's oorlogsschepen en vooral vliegdekschepen zwaar beschadigen. Zo werden de slagschepen HMS Repulse en HMS Prince of Wales (1939) mede door hen vernietigd ten oosten van het schiereiland Malakka. In de latere zeeslagen waren ze mede van de partij, samen met de Aichi D3A1 "Val" en de Nakajima B5N2 "Kate" bommenwerpers en torpedobommenwerpers. Maar hun eerste oorlogsaanval deden ze samen op Pearl Harbor.
Deze groep viel gezamenlijk op 7 december 1941 de oorlogshaven van Pearl Harbor aan, alsmede de vliegvelden op Ford Island, Wheeler, Kaneohe en Hickham en de militaire installaties. Vele Amerikaanse slagschepen vielen onder hun bommen, zoals o.a. de USS Arizona (BB-39), USS Tennessee (BB-43), USS Oklahoma (BB-37), USS West Virginia (BB-48), USS Nevada (BB-36), USS California (BB-44), USS Utah (AG-16), USS Maryland (BB-46), USS Pennsylvania (BB-38) en de kleinere oorlogsbodems zoals de lichte kruiser USS Helena, de torpedobootjager USS Shaw, die totaal explodeerde, de mijnenlegger USS Oglala die kapseisde, en vele andere schepen, die ten slachtoffer vielen aan deze Zero's.

## Fotogalerij

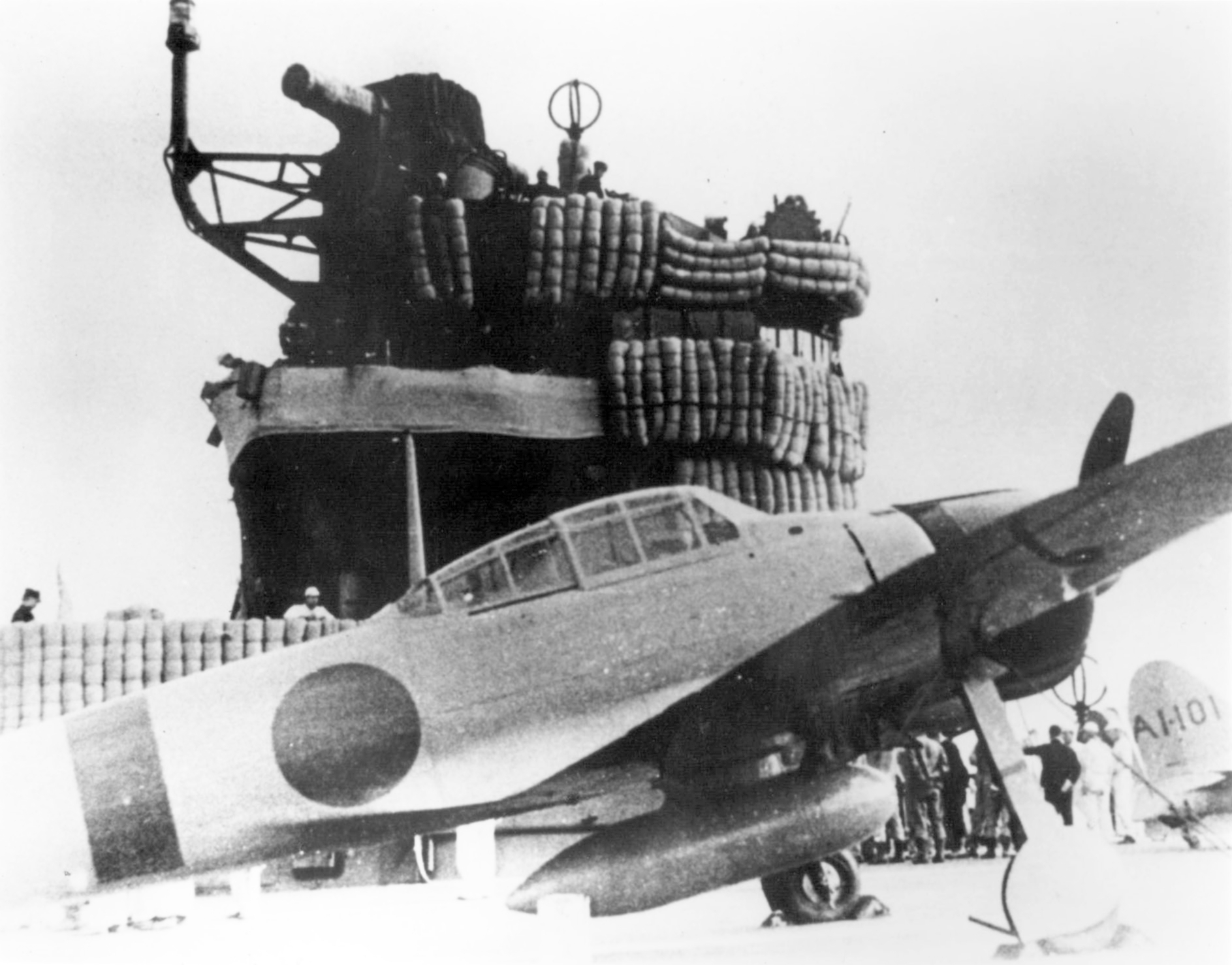
Een A6M2 op het vliegdekschip Akagi voor de aanval op Pearl Harbor
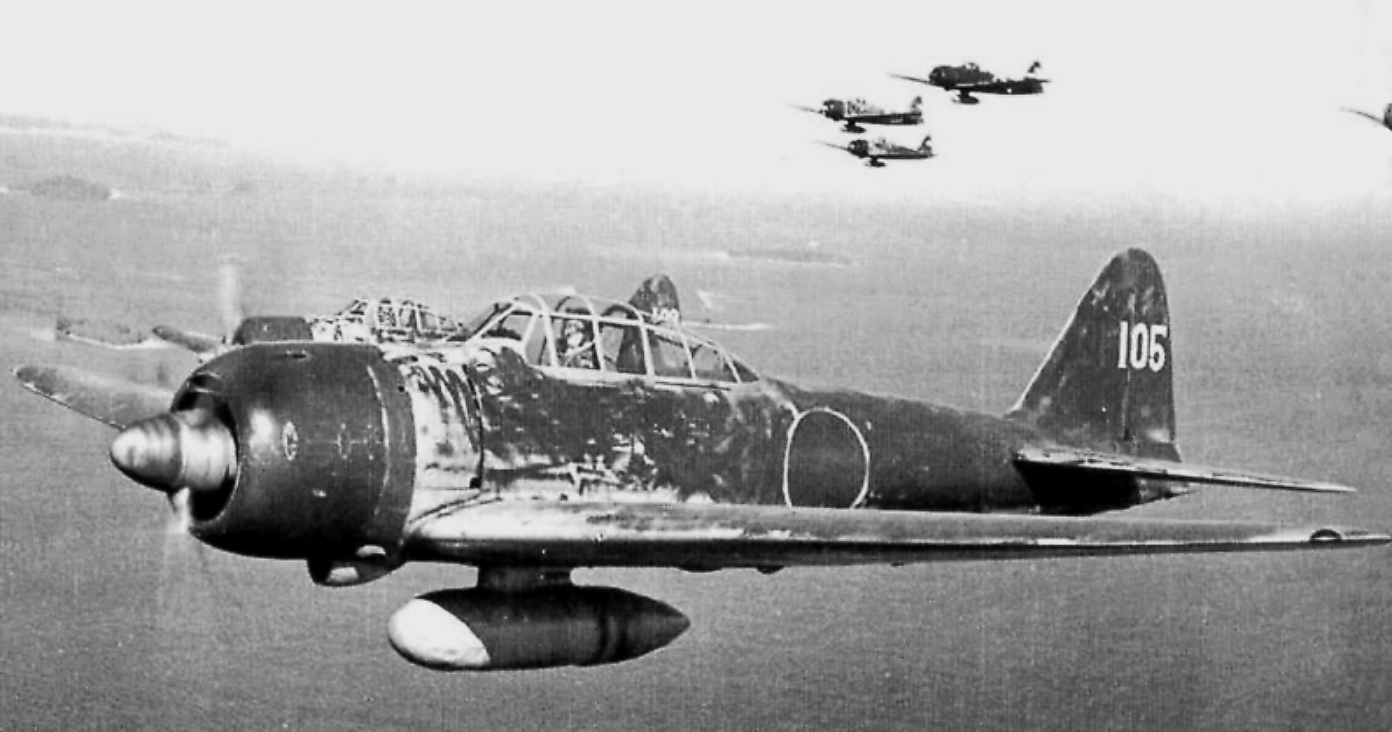
een A6M3 boven de Solomoneilanden in 1943.
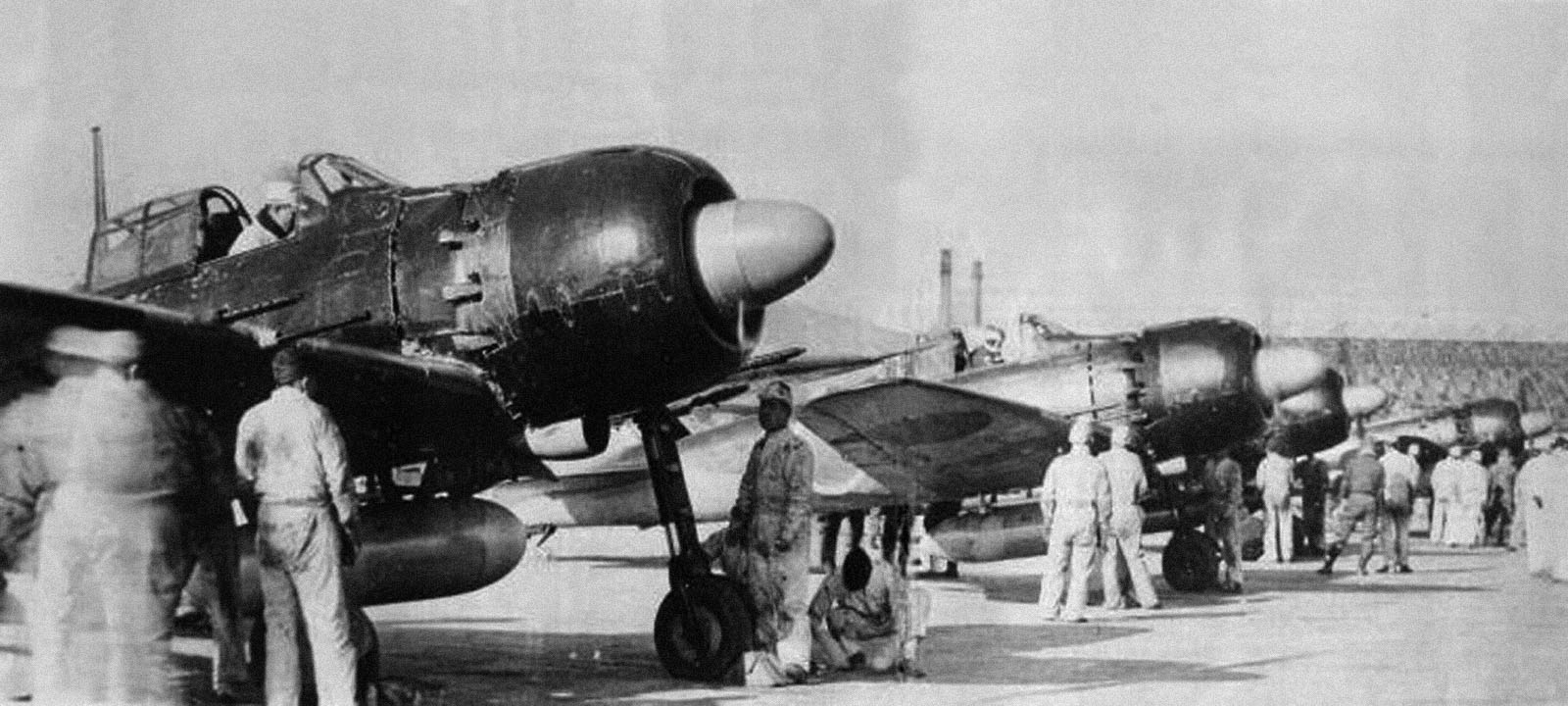
A6M5 gereed voor een kamikaze aanval
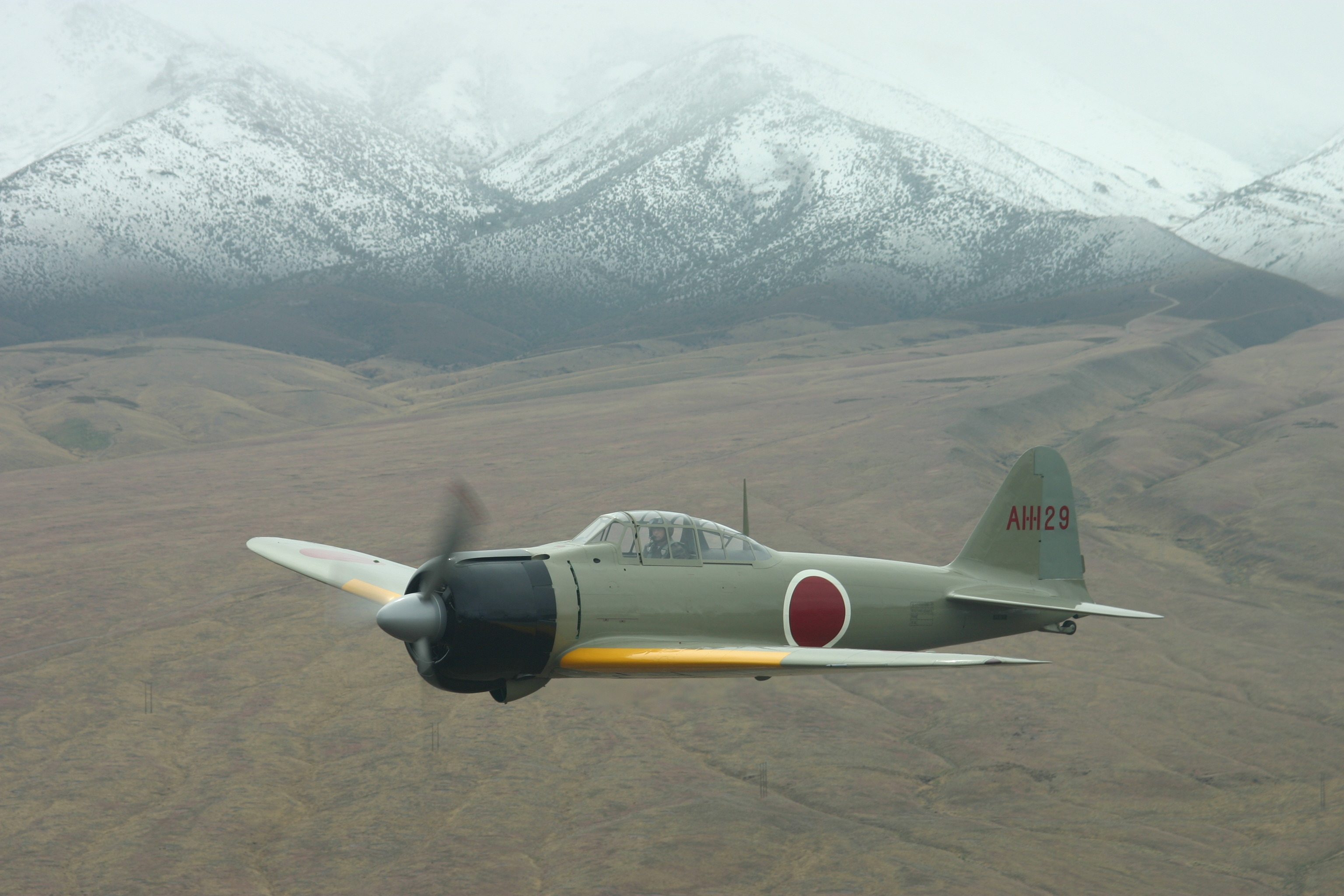
Zero in 2004